# أنخل بيرني
أنخل بيرني (بالإسبانية: Ángel Berni)‏ (مواليد 9 يناير 1931 في أسونسيون - 24 نوفمبر 2017)، كان لاعب كرة قدم باراغواياني كان يلعب كمهاجم. سبق له أن لعب في كأس العالم لكرة القدم مع منتخب بلاده. وكان هداف الدوري الأوروغوياني سنة 1954.

## روابط خارجية
- أنخل بيرني على موقع الاتحاد الدولي (مؤرشف)  (الإنجليزية)
- أنخل بيرني على موقع قاعدة بيانات كرة القدم.إي يو (الإنجليزية)
- أنخل بيرني على موقع ناشيونال فوتبول تيمز (الإنجليزية)
- أنخل بيرني على موقع Soccerway.com (الإنجليزية)
- أنخل بيرني على موقع عالم كرة القدم.نت (الإنجليزية)